# 罗布·克林克哈默
罗布·克林克哈默（英語：Rob Klinkhammer，1986年8月12日—），加拿大男子冰球运动员，场上位置是前锋。他曾代表加拿大国家队参加2018年冬季奥林匹克运动会冰球比赛，获得一枚铜牌。